# 光吉猛修
光吉 猛修（みつよし たけのぶ、1967年12月25日 - ）は日本のゲームミュージック作曲家、歌手。セガ・インタラクティブ所属の会社員。2017年現在、セガ・インタラクティブ第三研究開発本部サウンドセクション チーフクリエイター。弟は漫画家Ark Performance（アーク・パフォーマンス）の壱号こと光吉賢司。

## 来歴
福岡県福岡市出身。千葉県立柏陵高等学校、仙台育英学園高等学校を経て、東北学院大学経済学部卒業。
1990年、セガ・エンタープライゼスに入社。セガグループの作品を多数手がけている古参コンポーザーであり、元S.S.T.BANDのメンバー（コードネーム：R三郎丸）。ちなみにS.S.T.BAND時代はHIRO師匠の二番弟子にあたる。
セガエンタープライゼスに入社した理由は「S.S.T.BANDがやりたかったから」。S.S.T.BAND以外に並木晃一とユニットB-univを結成し、活動していた。
作曲以外に「デイトナUSA」のBGMやアニメ版「バーチャファイター」の主題歌（第二期OP）などでボーカルとしても活躍。近年はセガ関連以外にもコラボレーションとして精力的に楽曲提供を行っている。
SEGAオフィシャルサウンドユニット「H.」でベースとボーカルを担当。2013年7月より作曲家の海田明里とのユニットPiNEdとしても活動をしている。
「レンタヒーロー」の主人公や、「バーチャロンマーズ」のイッシー・ハッター軍曹、「バーチャファイター」シリーズで影丸（1ではアキラも）の声を演じるなど声優としても活躍。
2015年4月、セガグループ再編に伴い、HIRO師匠と共にアーケードゲームを手掛ける新会社であるセガ・インタラクティブへ移籍。
2020年3月22日に初のディナーショー「光吉猛修ディナーショー in KENTO'S 銀座」を開催する予定だったが、新型コロナウイルスの感染拡大の影響で同年8月23日に延期、その後第2波の感染拡大の影響で翌2021年1月24日へと再延期された。

二度に渡る延期に「チケット購入者を大変お待たせする形となった。何か喜んで頂ける代替案はないだろうか」「少しでも気持ちが晴れるよう、無観客での配信という形で前哨戦を」と提案。2020年8月23日、東京・大崎のセガ本社社員食堂で「宇宙初！？無観客ディナーショー」と銘打ったミニライブを行うことになった。ディナーショーのチケット購入者だけに限らず、無料での視聴可能とした。その模様はセガ公式YouTubeチャンネルにて生配信した（チャンネル内にアーカイブあり）。
ディナーショーの実現に向けてライブストリーミング配信での開催移行を予定していたが、2021年1月に緊急事態宣言再発令及びその延長を受けた状況下においては、代金に見合う内容を提供することは難しいと判断。同年2月19日、正式にライブを中止する結論に至った。

## エピソード
- 共演した影山ヒロノブから『日本一歌の上手いサラリーマン』とその抜群の歌唱力を賞賛される。SEGAサウンド部門所属のミュージシャンである。
- 趣味であるテニスの試合中にボールが眼球を直撃し、網膜剥離を起こした。そのため眼鏡を着用している。
- 空手道豊空会の師範・田部井淳と親交が深く、自身も道場に通ったり合宿に参加するなどしている。
  - maimaiに収録されている『バラライカ』では光吉がボーカルを担当し、PVでは師範をはじめ、豊空会の道場生達も出演している。

## 参加作品
- R-360版G-LOC
- ストライクファイター
- GPライダー
- アウトランナーズ（オリジナル楽曲のほか『アウトラン』収録曲アレンジを担当）
- Jリーグ プロサッカークラブをつくろう! （DJ）
- それいけ!!ココロジーシリーズ（アトラクトデモBGM「それゆけ！ココロジン」のボーカルを担当）
- バーチャファイターシリーズ
- ソニック・ザ・ヘッジホッグCD（スペシャルサンクスとして参加）
- ソニック・ザ・ファイターズ
- デイトナUSAシリーズ
- セガラリーシリーズ
- バーニングレンジャー
- ファイターズメガミックス
- レンタヒーローNo.1
- ビクトリーゴール
- 電脳戦機バーチャロン マーズ（小山健太郎のヘルプとして参加）
- きみのためなら死ねる
- クラッキンDJ PART2
- アヴァロンの鍵
- シェンムー
- WORLD CLUB Champion Football Seria A
- 甲虫王者ムシキング
- 赤ちゃんはどこからくるの?
- プロ野球グレイテストナイン'97（グリーンスタジアム神戸でのホームゲーム時のウグイスDJ）
- Let's Go JUNGLE!
- maimai
- ガリレオファクトリー3 -プラネットゼロ-
- ホルカトルカ
- ヒーローバンクアーケード（実況担当 光吉猛修として参加）
- ファンタシースターオンライン2
- チュウニズム
- 大乱闘スマッシュブラザーズSPECIAL（F-ZEROステージのBGM「F-ZEROメドレー」の編曲・作詞・ボーカルを担当）
- DARTSLIVE3[12]
- オンゲキ
- 100&メダルシリーズヒョーザーン

### 主題歌など
- スペランカー先生：主題歌「risk my life」

### 声優
- バーニングライバル（ビルの声）
- バーチャファイター（結城晶の声、影丸の声）
  - バーチャファイター3（影丸の声）
  - バーチャファイター4（影丸の声）
  - バーチャファイター5（影丸の声）
  - PROJECT X ZONE 2:BRAVE NEW WORLD（影丸の声[13]）
- ソニック＆オールスターレーシング TRANSFORMED（メニューナビ音声、レース実況の声）
- イチダントアール
- モグラッパー（アナウンスボイス）
- デカスリート（風見万吉）
- 電脳戦機バーチャロン マーズ（ハッター軍曹の声）
  - 第3次スーパーロボット大戦α 終焉の銀河へ（ハッター軍曹の声）
- maimaiでらっくす（みつよしっくま）
- パーティークイズ SEGA Q（司会者、復刻型PnPゲーム機「メガドライブ ミニ2」に収録[14]）

## ディスコグラフィ

### 光吉猛修名義
シングル
- 愛がたりないぜ（1996年4月24日、東芝EMI） -  テレビアニメ「バーチャファイター」第二期主題歌
- 君がいない夜（1997年6月18日、東芝EMI） - セガ主催「バーチャファイター3」イベント「JAVA TEAバトル甲子園」[15]テーマ曲

アルバム
- From Loud 2 Low（2003年11月4日、HitmakerRecords）
- From Loud 2 Low Too（2009年6月25日、WAVEMASTER）
- From Loud 2 Low SUN（2013年3月27日、WAVEMASTER）
- 光吉猛修 30周年記念アルバム 〜From Loud 2 Low FOR ボーカル★ベスト〜（2020年8月23日）※発売延期

### 参加作品
- VirtuaFighter2 DANCING SHADOWS.（1995年7月26日、東芝EMI）
- バーチャファイター3 On T（1997年3月26日、東芝EMI）
- We’re ARKS!/レアドロ☆KOI☆恋!（2015年9月3日、セガゲームス）- 「ファンタシースターオンライン2」ゲーム内イベント「アークスダンスフェス」テーマ曲
- ファミコン 20TH アニバーサリー オリジナル・サウンド・トラックス VOL.2（2004年3月24日、サイトロン・デジタルコンテンツ） - スペランカー主題歌「risk my life」収録

### 楽曲提供
- STREET FIGHTER Tribute Album（2003年12月17日、セルピュータ） - 「RYU STAGE」アレンジ・リミックス「The Fist of Wave Motion」[注 1]
- 金子剛ソロアルバム『Life』（2002年8月21日、ダイキサウンド） - セガモバイメージソング「また、ここで逢いたい」など歌唱